# مطير الموستيري

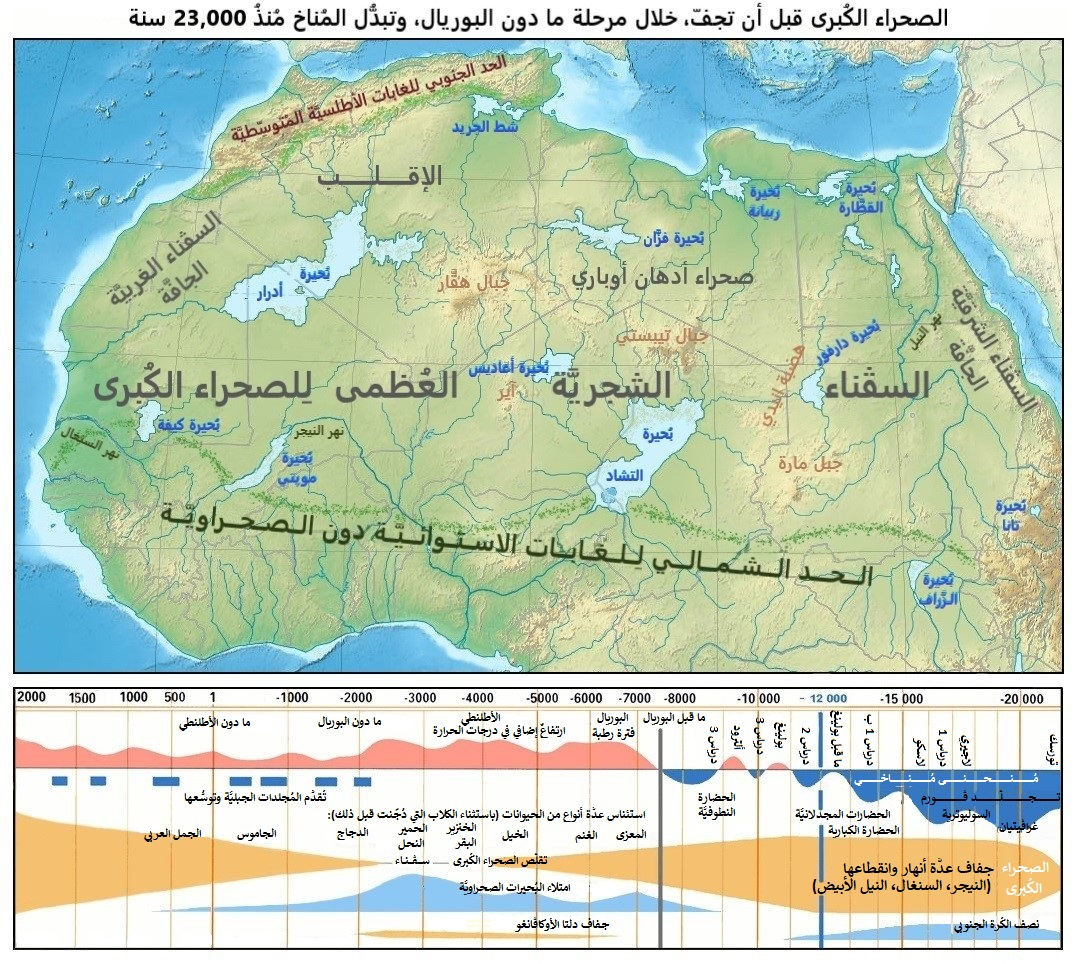
الصحراء الكُبرى قبل عشرات آلاف السنين حين كانت بعدُ خضراء تخترقها عدَّة أنهار وتختزن بضع بُحيراتٍ عظيمة.

مطير الموستيري كان عصر ممطر ورطب في تاريخ المناخ في شمال أفريقيا حدث خلال عصر الحجري القديم العلوي، بدأ قبل حوالي 50,000 سنة قبل الحاضر وانتهي قبل حوالي 30,000 سنة واستمر قرابة 20,000 سنة.
خلال مطير الموستيري كانت المناطق الجافة في شمال أفريقيا تُسقى جيدًا مع بحيرات ومستنقعات ونظم أنهار لم تعد موجودة، ما هو الآن الصحراء الكبرى كانت تدعم حياة برية أفريقية نموذجية من بيئات الأراضي العشبية والغابات، والحيوانات العاشبة مثل الغزلان والزرافات والنعام والمفترسة مثل الأسود وابن آوى وفرس النهر والتماسيح بالإضافة إلى الحيوانات المنقرضة مثل جمل البليستوسين، في هذه الجوانب فإن مطير الموستيري يشبه مطير العباسية السابق، بينما تحت مطير العصر الحجري الحديث اللاحق كان أقل من حيث إعادة التكرار لنفس النمط.